# NGC 4624
NGC 4624 (другие обозначения — NGC 4664, NGC 4665, UGC 7924, MCG 1-33-5, ZWG 43.18, PGC 42970) — галактика в созвездии Девы.
В ядре галактики есть яркий источник круглой формы, погружённый в яркий, немного эллиптичный балдж. Наблюдается бар с высокой поверхностной яркостью и длиной около 3 кпк. Спиральные рукава формируют внешнее псевдокольцо. Внешние изофоты заметно эллиптичные, ориентированы под углом около 45 градусов к бару.
Этот объект занесён в Новый общий каталог несколько раз, с обозначениями NGC 4624, NGC 4664 и NGC 4665.